# Das tapfere Schneiderlein

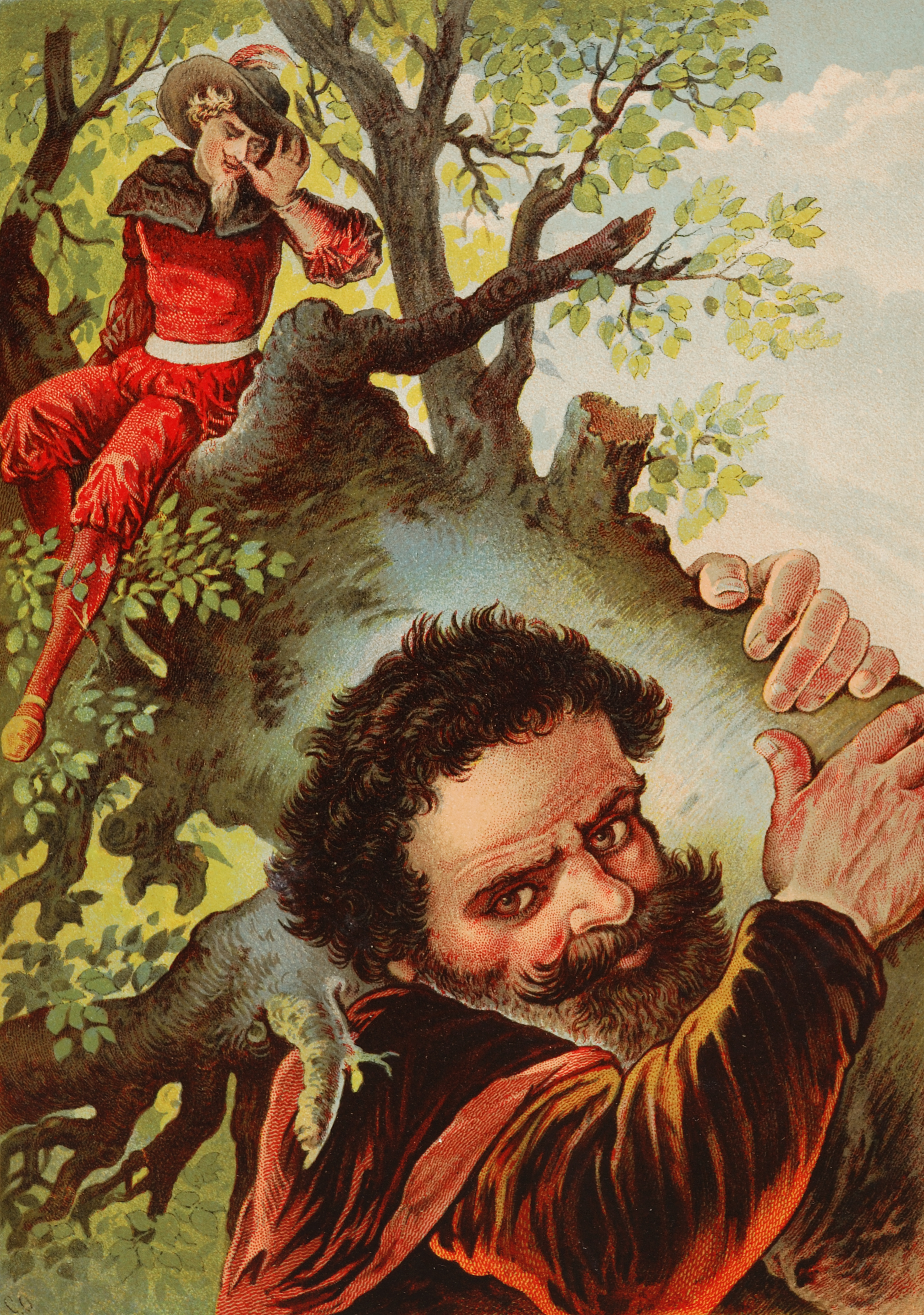
Illustration von Carl Offterdinger

Das tapfere Schneiderlein ist ein Märchen (ATU 1640, 1051, 1052, 1060, 1062, 1115). Es steht in den Kinder- und Hausmärchen der Brüder Grimm an Stelle 20 (KHM 20). In der 1. Auflage lautete der Titel Von einem tapfern Schneider. Das Schwankmärchen basiert auf Von einem könig, schneyder, rysen, einhorn und wilden schwein in Martin Montanus’ Wegkürzer (1557–1566). Clemens Brentano bearbeitete es ebenfalls nach Montanus als Mährchen vom Schneider Siebentodt auf einen Schlag in Die Mährchen vom Rhein (1810–1812). Auch Ludwig Bechstein übernahm es nach Montanus in sein Deutsches Märchenbuch als Vom tapfern Schneiderlein (1845 Nr. 2, 1853 Nr. 1). Es gelangte auch in Ernst Heinrich Meiers Deutsche Volksmärchen aus Schwaben, 1852 als Das tapfere Schneiderlein (Nr. 37). Zudem ist das Märchen in ähnlicher Form auch im norwegischen und isländischen Sprachraum bekannt.

## Inhalt (Kurzfassung)

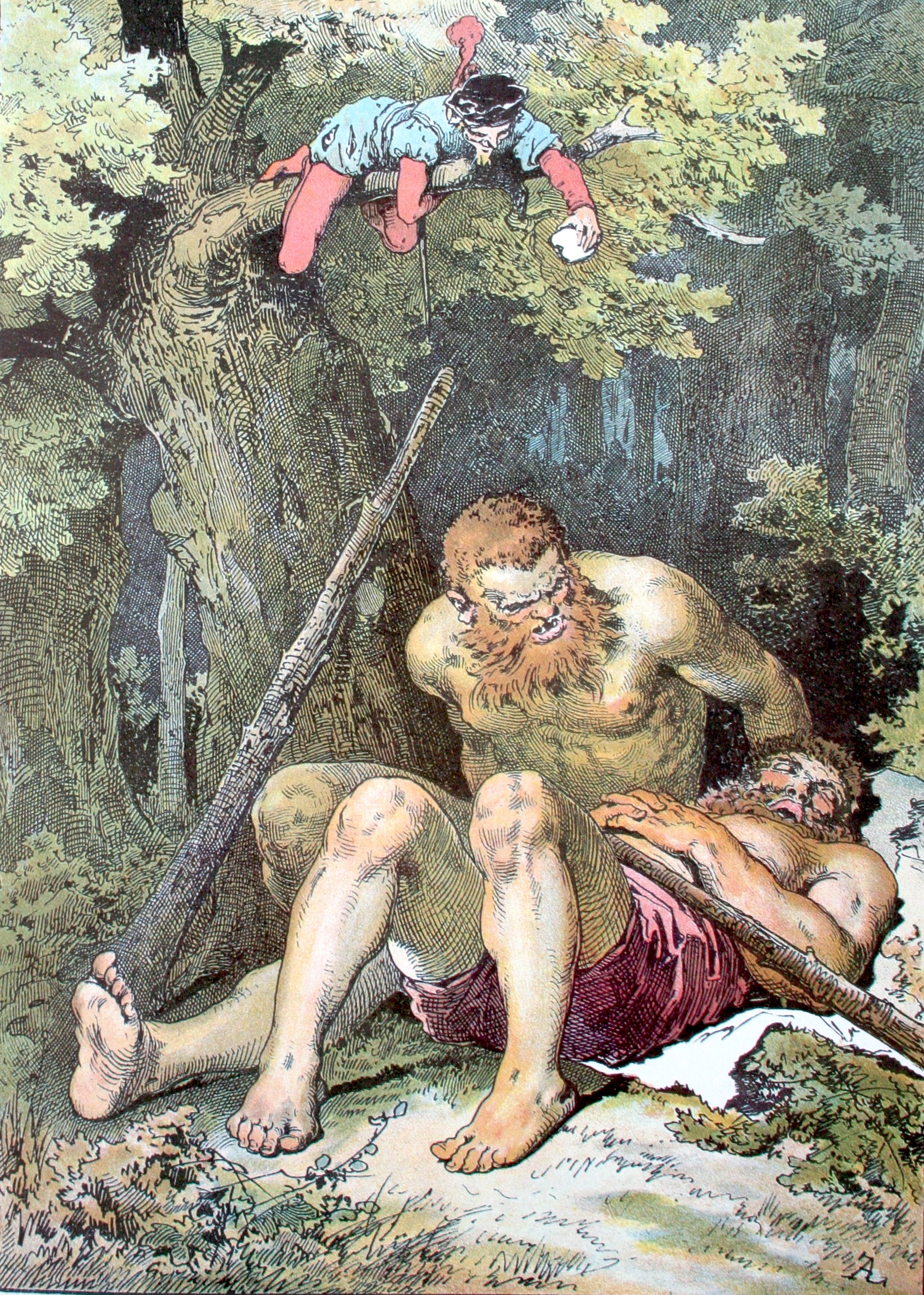
Darstellung von Alexander Zick

Ein Schneider arbeitet in seiner Werkstatt, als eine Bäuerin auf der Straße Mus anbietet. Er streicht sich Brot damit und legt es hin, um erst fertig zu arbeiten. Als Fliegen kommen, haut er mit einem Tuch darauf. Er ist ganz beeindruckt, dass sieben tot sind, bestickt sich daher einen Gürtel, „sieben auf einen Streich“, und geht hinaus. 
Auf einem Berg sitzt ein Riese. Der macht eine Kraftprobe, indem er einen Stein ausquetscht. Aber der listige Schneider macht es nach mit einem Käse, den er mitgenommen hat. Der Riese wirft einen Stein weit hoch, doch der Schneider wirft einen Vogel in die Luft, der gar nicht wieder herunter kommt. Der Riese will einen Baum mit ihm schleppen, der Schneider setzt sich einfach auf einen Ast und lässt sich tragen. Der Riese biegt die Krone eines Kirschbaums herab und isst davon. Der Schneider kann den Baum nicht halten, schnellt hoch und redet sich heraus, Jäger würden ins Gebüsch schießen. Der Riese kann den Sprung nicht nachmachen. Er lädt ihn in die Riesenhöhle ein und haut ihm nachts eine Eisenstange aufs Bett, doch der vorsichtige Schneider ist in eine Ecke gekrochen. 
Mit seinem Gürtel kommt er in des Königs Kriegsdienst. Die anderen Soldaten fürchten ihn und wollen gehen. So schickt ihn der König aus, im Wald zwei Riesen zu töten, er bekäme auch seine Tochter dafür. Der Schneider bewirft die Riesen von einem Baum abwechselnd mit Steinen, bis sie sich gegenseitig erschlagen, und erzählt dann, er sei es gewesen. Dann soll er ein Einhorn fangen. Das Einhorn rennt auf ihn zu, er springt hinter einen Baum, und es steckt fest. Er soll noch ein Wildschwein fangen und sperrt es in einer Kapelle ein. 
Er bekommt also die Königstochter. Sie aber hört ihn im Schlaf reden und merkt, dass er nur ein Schneider ist. Der König will ihn daher nachts wegtragen lassen. Der Schneider stellt sich schlafend und jagt die Diener mit lauter Rede fort.

## Inhalt (ausführlich)

Bildpostkarte, 19. Jh.

Nach Version I in der ersten Auflage von 1812, der im Wesentlichen auch Bechstein folgt, ist die Hauptfigur ein armer Schneider, der am Anfang der Geschichte von Fliegen gestört wird, die von einem neben ihm liegenden Apfel angelockt wurden (in Variante II und seit der 2. Auflage von 1819, die einen vereinheitlichten Text bietet, ersetzt durch Mus, das er einer Bauersfrau abgekauft hat). Wütend schlägt er mit einem Tuchlappen auf die Tiere ein und tötet alle sieben. Begeistert von seiner Tat, lässt er sich einen Harnisch anfertigen, auf den er in Goldbuchstaben die Worte „Sieben auf einen Streich geschlagen“ schreiben lässt (in Variante II und seit der zweiten Auflage ersetzt durch einen Gürtel, den er selbst anfertigt und mit der Inschrift bestickt: „29 auf einen Streich!“ bzw. „Siebene auf einen Streich!“). Daraufhin geht er in die Welt hinaus, auf dass es jeder erfahre. Die zweideutige Inschrift wird jedoch missverstanden, und man hält den Schneider für einen Kriegshelden, der sieben Männer auf einen Schlag getötet habe.
Davon hört auch der König und nimmt den Schneider als Kommandeur der Reitertruppen in seinen Dienst. Die anderen Reiter fürchten ihn aber und bitten alle um Beurlaubung. Der König bereut daher seine Entscheidung, wagt jedoch aus Angst vor dem Helden der Geschichte nicht, diesen zu entlassen. Er sucht daher einen Weg, sich des Schneiders zu entledigen. Er lässt ihn zu sich kommen und verspricht ihm die Hand seiner Tochter und das halbe Königreich als „Ehsteuer“, wenn er ihn von zwei grausamen Riesen befreie, die sein Land verwüsteten. Insgeheim aber verfolgt der König damit die Absicht, den gefährlichen Schneider loszuwerden, da er fest damit rechnet, dass dieser im Kampf mit den Ungeheuern umkommt.
Der Schneider findet bald die beiden Plünderer schlafend unter einem Baum liegen. Sogleich hat er auch schon eine Idee. Er sammelt Steine, klettert in den Baum, unter dem die Riesen liegen, und wirft einen Stein auf den ersten. Dieser wacht auf und hält seinen Freund für den Schuldigen. Er weckt ihn auf, aber der Schläfer bestreitet die Tat. Als beide wieder eingeschlummert sind, trifft der Schneider den zweiten. Auch jetzt setzten die Riesen nach kurzem Streit ihren Schlaf fort. Nun wirft der Schneider wieder heftig auf den ersten, der, erneut geweckt, wütend wird und beginnt, auf seinen Freund einzuschlagen. Dieser wehrt sich, sie reißen Bäume aus und schlagen damit so lange aufeinander ein, bis beide tot sind. Als er den Reitern, die er vor dem Walde hat halten lassen, seinen Erfolg meldet, glauben sie ihm nicht, und erst als sie die toten Riesen liegen sehen, sind sie vom Heldentum des Schneiders überzeugt.
Der König stellt aber eine weitere Bedingung und schickt den Helden erneut los, um ein Einhorn zu fangen, das das Land durchstreift. Auch hier zeigt sich der Einfallsreichtum des Schneiders, denn als er das wilde Tier zum Kampf herausfordert und jenes mit dem Horn voran angreift, springt er zur Seite, so dass das Einhorn sein Horn in einen Baum rammt. Er legt ihm einen Strick um den Hals und kann es, nachdem er (ab der 3. Auflage von 1837) mit einer Axt das Horn aus dem Baum herausgehauen hat, dem König zuführen. Dieser jedoch fordert eine weitere Probe seines Könnens, nämlich dass ein schreckliches Wildschwein lebend gefangen wird. Auch hier bleibt der Nadelschwinger souverän: Er lässt das Ungeheuer in eine verlassene Kapelle rennen, springt selbst zum Fenster hinaus, rennt um die Kapelle herum und sperrt es anschließend dort ein.

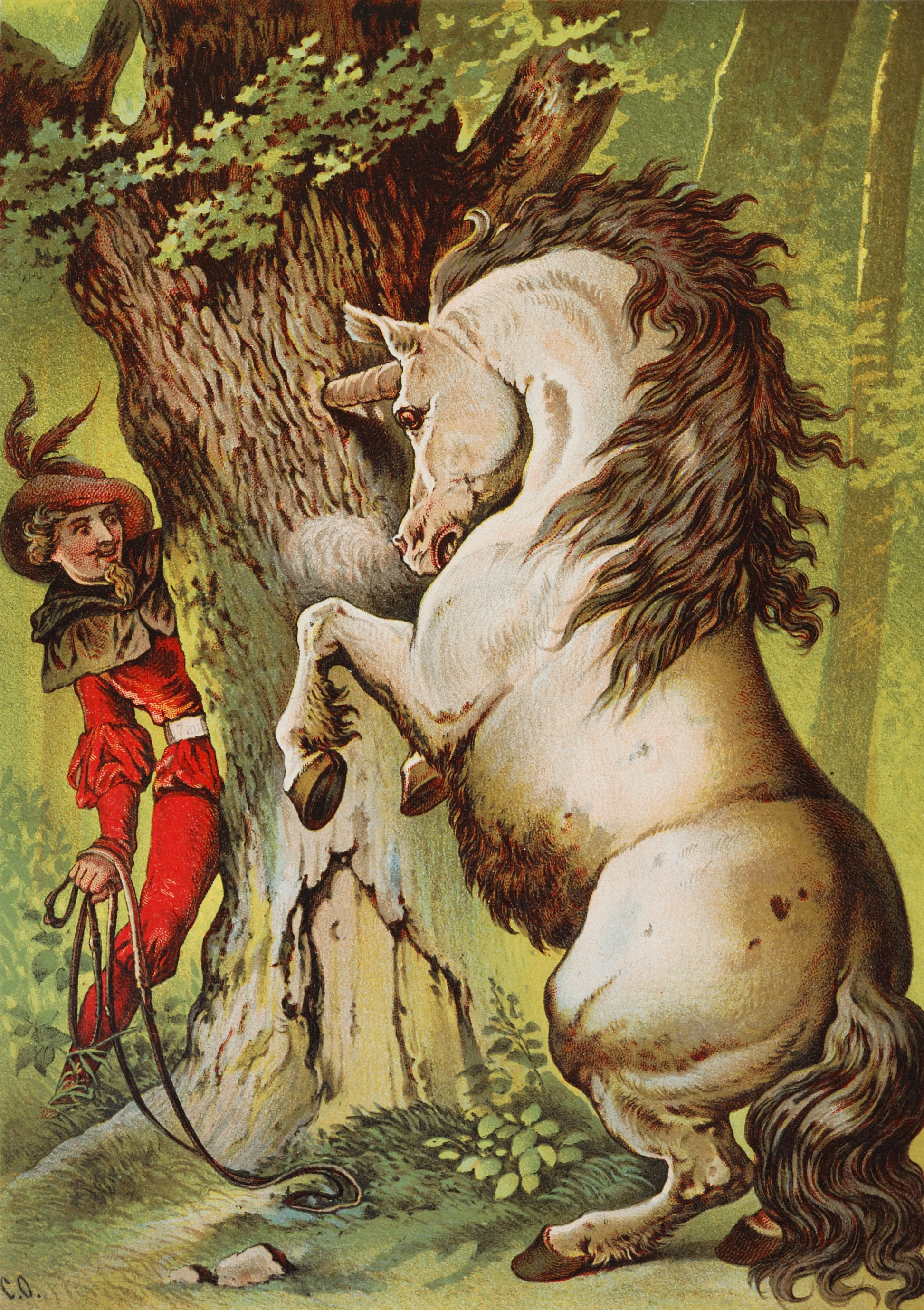
Illustration von Carl Offterdinger

Nun kann der König nicht anders und muss dem armen Schneider seine Tochter und das Königreich geben. Als die Königstochter im Hinblick auf die wahre Identität des Schneiders aufgrund von Sätzen, die er im Traum gesprochen hat, Verdacht schöpft und ihren Vater informiert, versucht dieser, durch seine Diener den Sachverhalt aufzuklären. Der Schneider jedoch, gewarnt durch einen Getreuen, schlägt die Diener durch in vorgetäuschtem Schlaf ausgestoßene Drohungen in die Flucht und kann so sein Königtum auf Dauer behaupten.
Nach Variante II demonstriert das Schneiderlein seine Gewitztheit noch durch drei Proben gegenüber einem Riesen, dem er noch vor der Ankunft am Königshof begegnet, indem es statt des angeblichen Steines, der nicht zur Erde zurückkehrt, einen Vogel in die Luft wirft und anstelle eines weiteren angeblichen Steines einen alten Käse mit der Hand zerdrückt. Eine dritte Probe besteht im Niederhalten der Äste eines Kirschbaumes, von denen er emporgeschleudert wird, was er zu einem absichtlichen Sprung über den Baum umdeutet, woran der Riese beim Versuch, es ihm nachzutun, scheitert.
Ab der 2. Auflage von 1819 geht der dritten Probe noch das Baumtragen voraus, das der Schneider durch das Vortäuschen, er trage die Baumkrone, für sich entscheidet, und es folgt ein Abenteuer im Hause des Riesen, der seinen Übernachtungsgast vergeblich umzubringen versucht, wodurch allerdings das vorherrschende Dreierschema (drei Proben vor dem Riesen, drei Phasen des Streits zwischen den Riesen, drei Proben vor dem König) durchbrochen wird. Die beiden ersten Proben finden sich auch in Ernst Meiers Deutsche Volksmärchen aus Schwaben [1852] in einer in vielen Einzelheiten abweichenden Fassung (30 Fliegen, Milch als Lockmittel, Papier, das an den Hut gesteckt wird, als Schreibgrund der Inschrift; Beauftragung des Schneiders durch einen reisenden Grafen, dann Tapferkeitsprobe vor drei Riesen; drei Mordversuche; Fehlen der Szene mit den schlafenden Riesen im Wald; Fehlen der Abenteuer mit Einhorn und Wildschwein) sowie in Adalbert Kuhns ebenfalls in vielen Einzelheiten abweichender Fassung (12 Fliegen; Bier als Lockmittel; Inschrift „rechts zwölfe“ und „links elfe“ auf den Seiten der Klinge eines Hirschfängers; Abenteuer mit einem Bären; Kriegszug auf einem Schimmel; Tötung des Riesen nach dessen Mordversuch; Untergang des Schneiders im Sumpf beim Versuch, der Sonne nachzureiten) in Märkische Sagen und Märchen [1843]. Das Abenteuer im Hause des Riesen findet sich ebenfalls bei Ernst Meier [s. oben], der aber drei Mordversuche der Riesen hat, nach denen sie vom Schneider getötet werden.

## Textgeschichte

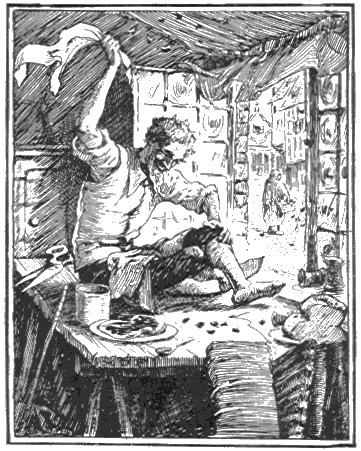
Illustration von Henry Chapman Ford, 1889

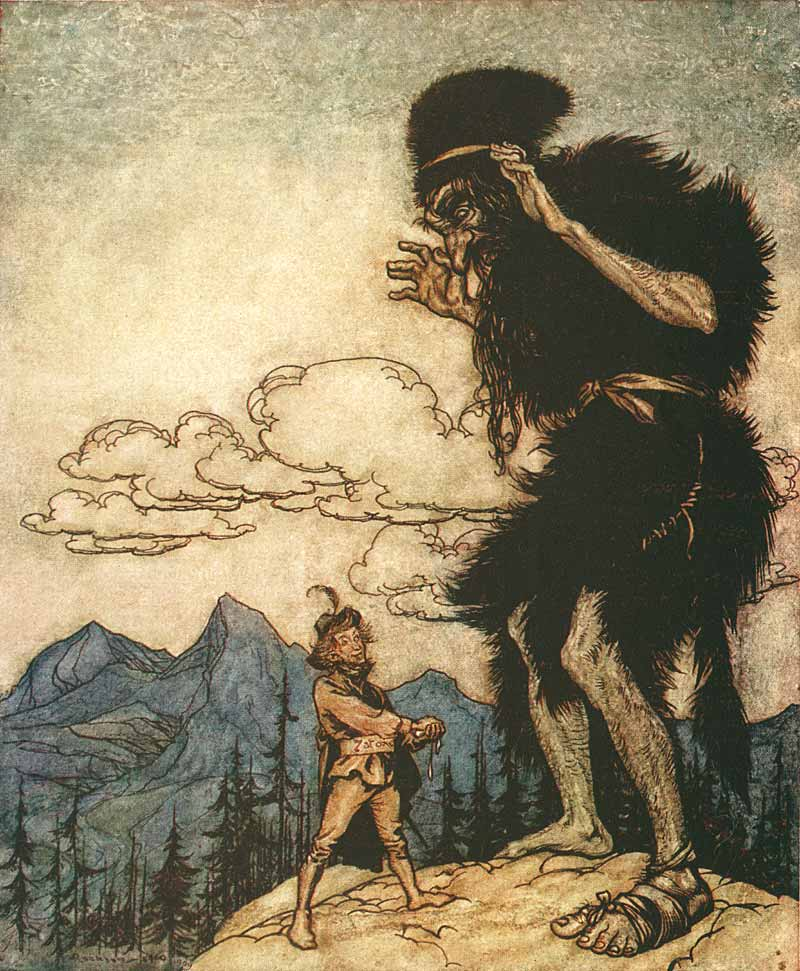
Illustration von Arthur Rackham, 1909

Wilhelm Grimm exzerpierte 1809 das Schwankmärchen Von einem König, Schneider, Riesen, Einhorn aus Clemens Brentanos Exemplar von Montanus‘ Wegkürzer. Darin setzen die Fliegen sich auf einen Apfel, die Musfrau fehlt, wie auch die Proben mit dem Riesen. Der Held kriegt einen Harnisch mit Goldbuchstaben („Syben auff ein streich zu todt geschlagen“). Die Diener sollen ihn zuletzt einfach umbringen, was Grimm abmildert. Die Abschrift modernisierte den Text in Einzelheiten, er stand im Erstdruck von 1812 unter dem Titel Von einem tapfern Schneider in modernerem Deutsch. Dass das Einhorn dem König an „Fisch und Leut“ schadet, ist ein Druckfehler der zugrunde liegenden Montanus-Ausgabe, gemeint ist „Vieh und Leut“. Brentano kritisierte die Beibehaltung alter Sprachformen als für Kinder unverständlich, was wohl die weitere Bearbeitung motivierte. Darunter stand separat ein Text (wohl von Familie Hassenpflug) nur mit dem Mus, den Fliegen („29 auf einen Streich!“) und den Proben des Riesen ohne das Baumtragen. Ab der 2. Auflage dient dieser mit einem weiteren (laut Anmerkung „hessischen“) als Eingang, womit die Handlung der heute bekannten Endfassung entspricht.
Die 3. Auflage ist weiter überarbeitet. Es entfiel, dass der Held auf Riesensuche „seine Aeuglein nach ihnen hin und her gehen“ lässt, dann „Gewonnen Spiel!“ sagt, sich beim König den Lohn „ausgebeten haben“ will, und weiter unten: „die Sau hab ich gefangen und die Königstochter damit auch.“ Das Viertelpfund wird zu vier Lot Mus. Dem Helden scheint die Werkstatt „zu klein für seine Tapferkeit“, „Eh er abzog ...“ (wie ein Heer). Er ist „leicht und behend“, „fühlte er keine Müdigkeit“, „beherzt“ spricht er den Riesen an. Es wird erklärt, dass der Vogel sich fangen lässt, weil er sich im Gebüsch verfangen hat, der Riese kann sich mit dem Stamm auf der Schulter nicht umsehen. Der Schneider pfeift „es ritten drei Schneider zum Thore hinaus“ (wohl das Lied: Es ritten drei Reiter zum Tor hinaus). Die Riesen essen in der Höhle gebratene Schafe, der Schneider findet es viel weitläufiger als seine Werkstatt, das Bett ist ihm zu groß. Der Bote bleibt beim Schläfer stehen, wartet „bis er seine Glieder streckte und die Augen aufmachte“. Er befindet, Königstochter und halbes Reich „wird einem nicht alle Tage angeboten.“ (statt: „… das ist nicht bitter“, wie zuvor das Mus). Der Held bewirft die Riesen mehrmals und bemerkt zuletzt: „Ein Glück nur,“ … „daß sie den Baum, auf dem ich saß, nicht ausgerissen haben, sonst hätt ich wie ein Eichhörnchen auf einen andern springen müssen: doch unser einer ist flüchtig!“ Das Einhorn fürchtet er noch weniger. Das Horn wird mit der Axt vom Baum befreit. Der „flüchtige Held“ springt in die Kapelle. Hätte der König gewusst, dass er Schneider ist, „es wäre ihm noch mehr zu Herzen gegangen“ (statt: „er hätte ihm lieber einen Strick gegeben“). Die Diener sollen ihn nun „binden und auf ein Schiff tragen, das ihn fortführt“ (statt: „überwältigen“), dem will er „einen Riegel vorschieben“ (statt: „... wohl steuern“). Er ruft (zuvor: redet) mit heller Stimme, die Diener laufen, als wäre „das wilde Heer“ (zuvor: „tausend Teufel“) hinter ihnen. Es handelt sich also teils um erklärende Zusätze, teils um Charakterzeichnung des Helden. Der Text änderte sich dann kaum mehr. Neu ist zur 4. Auflage: „Der Riese spürte lange nichts“, zur 7. Auflage: „Als er wieder ohne Schaden herabgefallen war, sprach der Riese ...“, und weiter unten: „und als alles in Ordnung war führte er das Thier ab und brachte es dem König.“

## Sprache

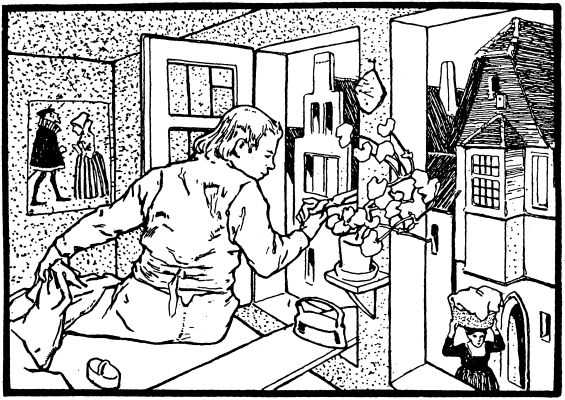
Illustration von Otto Ubbelohde, 1909

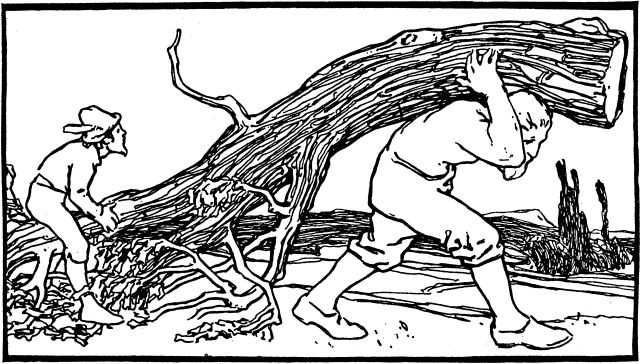
Illustration von Otto Ubbelohde, 1909

Viele Formulierungen bleiben durchaus nah an Montanus‘ Vorlage. „Siebene auf einen Streich!“ heißt es schon da. Es blieb sogar das „warum wirfst du mich?“ des Riesen (Montanus: „… und sagt, warumb er in werffe“). Der Text wurde zur 2. und 3. Auflage mit vielen Sprichwörtern und Redensarten ausgeschmückt: Das Schneiderlein „war guter Dinge“ und das Mus wird „nicht bitter schmecken“ sind beides u. a. bei Goethe und Hebel geläufige Wendungen. Nachdem die Fliegen aber „kein Deutsch verstanden“ (sich nichts sagen lassen), „lief dem Schneiderlein endlich, wie man sagt, die Laus über die Leber“ – zu beidem finden sich Einträge in Grimms Wörterbuch. Sein „Herz wackelte ihm vor Freude wie ein Lämmerschwänzchen“ (wie in Christian Weises Erznarren, 1673), so „nahm er den Weg tapfer zwischen die Beine“ (wie in KHM 45 Daumerlings Wanderschaft). Er prahlt: „Das ist bei unsereinem Spielwerk“, wieder ist er „ganz lustig und guter Dinge …, als wäre das Baumtragen ein Kinderspiel“. Es geht „immer seiner spitzen Nase nach“. Der gehauene Riese „zahlte mit gleicher Münze“ (Offb 18,6 ). Gängige Wendungen sind auch: „Das hat gute Wege,“ … „kein Haar haben sie mir gekrümmt.“ Der König will „sich den Helden vom Hals schaffen“, hätte er die Wahrheit gewusst, „es wäre ihm noch mehr zu Herzen gegangen“, erst die Frau merkt, „in welcher Gasse der junge Herr geboren war“ (vgl. die Schlusspointe in KHM 4 Märchen von einem, der auszog das Fürchten zu lernen). Sie klagt „ihr Leid“ (wie KHM 89 Die Gänsemagd). Der Held sagt: „Dem Ding will ich einen Riegel vorschieben“, die Diener laufen, „als wenn das wilde Heer hinter ihnen her wäre“.

## Grimms Anmerkung

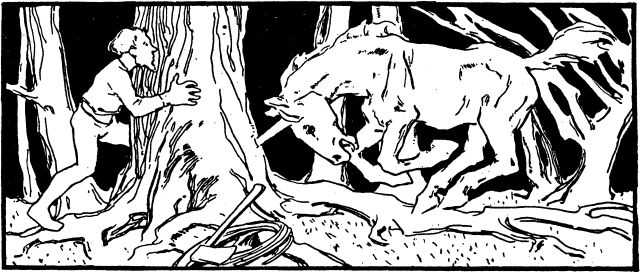
Illustration von Otto Ubbelohde, 1909

Grimms Anmerkung zufolge beruht der Anfang auf „zwei sich ergänzenden hessischen Erzählungen“ (davon eine wohl von Familie Hassenpflug), die Episode am Königshof auf Montanus‘ Wegkürzer. In Fischarts Gargantua (254b) stehe „ich will euch tödten wie die Mucken, neun auf einen Streich, wie jener Schneider“, in Flohhatz (Dornavius 39b) „horst nicht vom tapfern Schneiderknecht, / der drei in einem Streich zu todt schlecht“, im Simplicissimus (2. Cap. 28) „und den Titul eines Schneiders, sieben auf einen Streich! überstiegen hatte“, in Johann Balthasar Schupps Fabelhans (16, 3) „fünf auf einen Streich!“. Zum Wasser aus dem Stein nennen sie „eine Stelle bei dem Bruder Wernher (M. S. 2, 164b)“, und mit dem Käse Freibergs Tristan. Die Brüder Grimm geben eine „unterösterreichische Erzählung“ bei Ziska „S. 9“ wieder, die sie auch als Der Riese und der Schneider in Grimms Märchen übernahmen. Das Märchen sei in ganz Deutschland verbreitet, sie nennen noch Ludwig Aurbachers Büchlein für die Jugend „S. 174–180“, Kuhn Nr. 11, Stöbers elsaß. Volksb. „S. 109“, Bechstein „S. 5“, Ernst Meyer Nr. 37, Vonbun „S. 9“, Zingerle „S. 12“, Pröhles Kindermärchen Nr. 47, schwedisch bei Cavallius „S. 1–8“, norwegisch bei Asbjörnsen „S. 40“. Sie beschreiben einen dänischen Text bei Etlar „S. 29“ nach Nyerups „Schrift über die dänischen Volksbücher“ („Almindelig, Morskapsläsning i Dannemark og Norge. Kiöbenh. 1816“) „S. 241. 242“. Sie geben eine Erzählung aus einem Amsterdamer Volksbuch Van klepn Kobisje alias Koningh sonder Onderzaten „S. 7–14“ wieder, sie stehe als Hans Onversagt im holländischen Volksbuch Clement Marot, als Anhang „S. 132–133“. Verwandt sei das englische „Märchen von Jack dem Riesentödter“ (Tabart 3, 1–37) und bei Müllenhof Nr. 17, ferner ein Tiroler Märchen bei Zingerle „S. 108“, das persische Märchen von „Amint dem klugen“ in Kletkes Märchensaal 3, 54, lappländisch in Nilssons Ureinwohner des skand. Nordens (Stockh. 1843) „S. 31“. Im russischen „Lied von Wladimir“ werfe Tugarin einen Stein so, dass er nicht wiederkehrt. Der Eber finde sich auch in dem „Buch von den sieben weisen Meistern“ „S. 36. 37.“

## Vergleiche

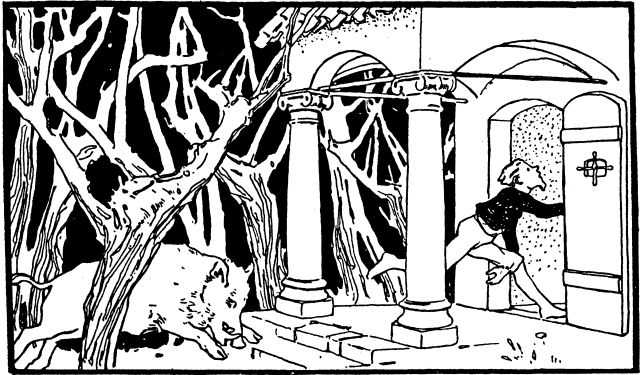
Illustration von Otto Ubbelohde, 1909

Besonders KHM 114 Vom klugen Schneiderlein scheint deutlich nach dem Vorbild unseres tapferen Schneiders bearbeitet. Seine Wesensart ist in Grimms Märchen auch sonst ähnlich (KHM 35, 45, 107, 163, 170, 182, 183, 61a). Vgl. in Giambattista Basiles Pentameron I,2 Die kleine Myrte, zum Einhorn auch Der gehörnte Siegfried in Ulrich Jahns Volksmärchen aus Pommern und Rügen, Nr. 20, auch in Die Maränen, Nr. 54 geht einer „immer der Nase entlang.“
Das tapfere Schneiderlein zählt zu Erzähltyp AaTh 1640 in west- und mitteleuropäische Redaktion, die in Montanus‘ Wegkürtzer zuerst erscheint. Auf Grundlage in Europa bekannter Motive wie „Sieben auf einen Streich“, Eberfang, Einhornjagd und der (bei Grimm fehlenden) Episode vom unfreiwilligen Helden auf dem Schlachtfeld, habe sie laut Jurjen van der Kooi in der populären Literatur der frühen Neuzeit damals gängige Ritterromane parodiert. Andere Fassungen waren eine vielleicht als Kalendertext entstandene um den Helden Hans/Jan/Schuster Onverzaagt (Een Kouszen-Verzoolder tot Koning verkooren, 1596), eine im aus dem Niederländischen übersetzten Schwankbuch Der Geist von Jan Tambaur (ca. 1660), aber auch dänische und schwedische Volksbuchfassungen (Historie om en Skomager-Svend i Rysz-Land, spätes 18. Jhd.; Storkjerta, eller Den tapper Skrädderen, 1824). Seit Grimms 2. Auflage ist fester Bestandteil der Wettstreit mit dem Unhold, meist eine Abfolge von Motiven aus AaTh 1000 – 1200 (Tales of the Stupid Ogre). Dem Mordversuch mit Beil, regional auch Feuer, folgt ein Esswettstreit, wobei der Riese sich den Bauch aufschlitzt, oder der Drache trägt dem Helden Geld heim und flieht vor den Kindern, die ihn angeblich essen wollen. In Sonderformen steht hier ein Drachenkampf (AaTh 300), oder der übertölpelte Riese hilft bei den späteren Aufgaben und will dann die Prinzessin heiraten, aber der Held macht, dass der Riese stinkt. Die beliebte, weltweit verbreitete Redaktion beeinflusste auch verschiedene Geschichten Süd- und Ostasiens, die dem Erzähltyp zugerechnet werden und z. T. älter sind. Im Po-Yu-King will die Frau den Mann loswerden, gibt ihm Giftpillen mit, daran sterben Räuber und er hat sie besiegt, flieht vor einem Löwen auf einen Baum, lässt das Messer fallen und tötet ihn so. Im Bhīmasena-Jātaka hilft der Boddhisattva einem ängstlichen Weber beim Töten von Tiger und Büffel und führt ihm das Heer zum Sieg. Der Kriegszug erscheint im Siddhi Kür. Dazu kennt die sehr vielgestaltige indische Überlieferung wieder das vergiftete Essen und die Tigertötung durch das vom Baum fallende Messer. Besonders diese Episode strahlte nach ganz Asien und nach Südeuropa aus.
Eine isländische Version des Märchens, die im Deutschen den Titel Sieben auf einen Streich! trägt, ist in dem Werk Die neuisländischen Volksmärchen. Ein Beitrag zur vergleichenden Märchenforschung (Halle 1902) von Adeline Rittershaus zu finden. In einer norwegischen Version des Märchens, die im Deutschen unter dem Titel Der Schuhmacher bekannt ist, schlägt ein Schuhmacher 15 Fliegen tot und muss ein Einhorn, einen Eisbären sowie ein feindliches Kriegsheer besiegen, bevor er die Königstochter und später das Königreich bekommt. Diese Version von Knut Liestøl wurde 1918 in Bygland in Setesdal, Ost-Agder von ebenjenem nach Olav Eivindsson Austad aufgezeichnet.

## Interpretation

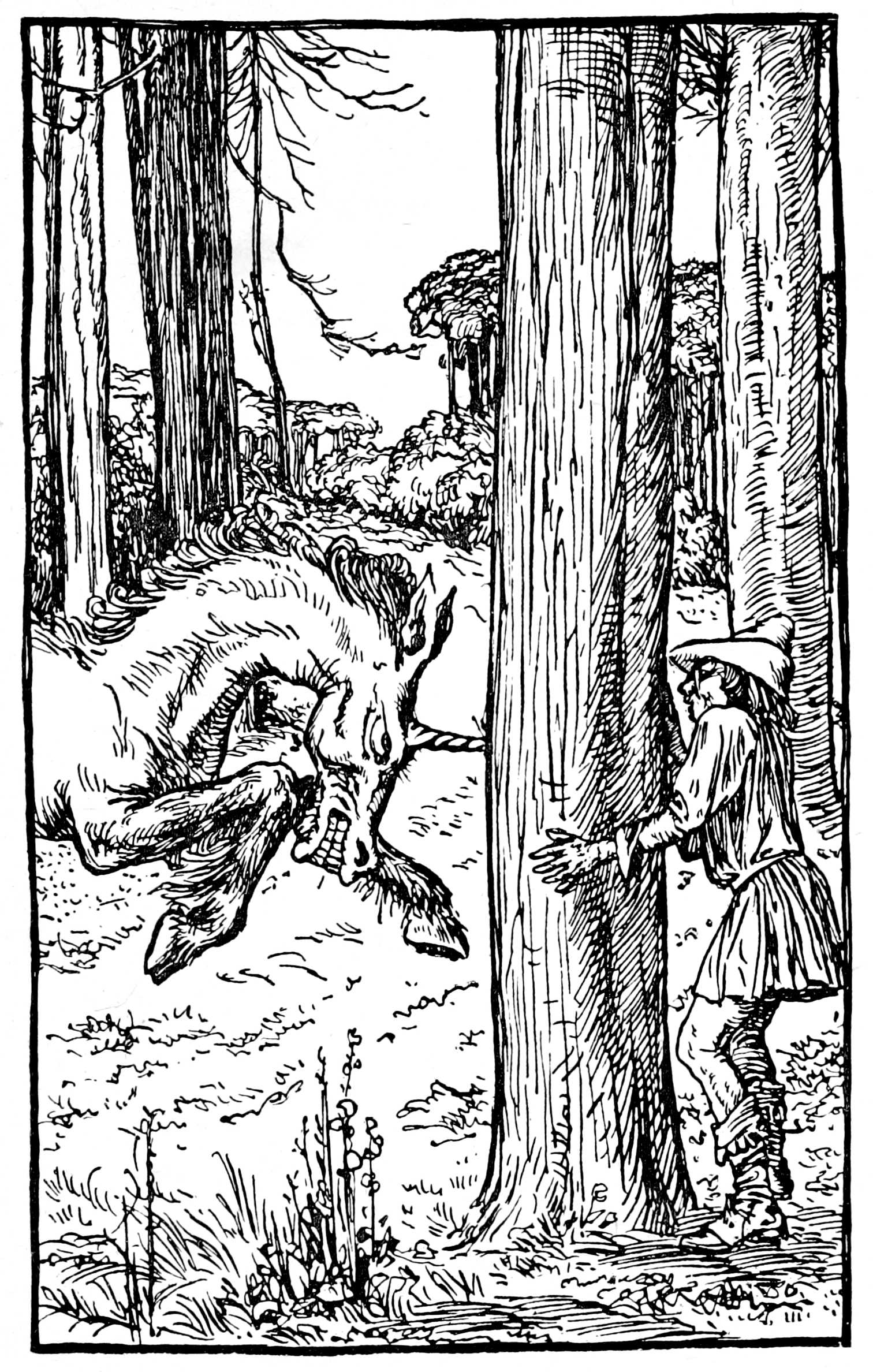
Illustration von Robert Anning Bell, 1912

Schneider gelten als schwächlich; die halsbrecherischen Aktionen passen dazu nicht und können laut Hans-Jörg Uther nur in Todesängsten gelingen. Zu dem Gegen-den-Baum-rennen-lassen des Fabeltiers findet er mittelalterliche Quellen, aber ohne Einhorn. Nicht das Wunderbare dominiert, sondern die List, und den Leser freut der Sieg des Schwachen über den Starken. Walter Scherf zitiert nach Durchsicht der vielen, von Bolte/Polívka zusammengetragenen Fassungen Waldemar Liungmans Feststellung, der Held sei stets „die Feigheit und die Prahlerei selbst“, den die junge Frau allein entlarvt. Der Trickster sei eine Möglichkeit jedes Knaben, dafür stehe der Däumling (AaTh 700, Daumesdick). Scherf vergleicht Der gestiefelte Kater (AaTh 545 B), wo der Emporkömmling sich durch Undankbarkeit gegen den Helfer entlarvt, der sein „Alter Ego“ war. Andere Fassungen betonen die bis zum Tod gehende Auseinandersetzung mit dem Vaterdämon (AaTh 328, Jack und die Bohnenranke), oder die Hauptgestalt ist überlagert vom Bild des ungeheuer Starken (AaTh 650 A, Der junge Riese).
Der Schneider mit seiner Schere ist oft ein Bild scharfen Verstandes; er kämpft mit List und Anpassungsfähigkeit und macht mit Kleidern Leute. Siehe auch KHM 114 Vom klugen Schneiderlein, KHM 183 Der Riese und der Schneider. Wie auch der Däumling (KHM 37, 45) personifiziert er so den Trickster. Für Rudolf Meyer steht der Schneider für Intelligenz und Aufklärung, solche Menschen haben Sendungsbewusstsein, und die Riesen der Vorzeit weichen. Wilhelm Salber sieht zunächst eine Tendenz ins Große, den Riesen übertreffende, was durch Vernichtungsangst wiederum das Kleine bedingt und, aus Furcht vor Konsequenz, die Notwendigkeit, zu durchschauen, und die Angst, durchschaut zu werden. Dazu muss der Aufschneider vertuschen, anderen zuschieben und sich zu eigen machen, Dinge entwerten oder überspringen, dem Zufall folgen. Entwicklung verändert Gegebenheiten und folgt nicht starren Gesetzen. Dies weiß der Schneider auszunutzen, darf aber den Schneider nicht verleugnen oder nur überlegen sein. Salber vergleicht Gottfried Kellers Erzählung Pankraz, der Schmoller. Der Homöopath Martin Bomhardt vergleicht das Märchen mit dem Arzneimittelbild von Lycopodium clavatum.
Georg Schott deutete die Person des Schneiders – im Sinne nationalsozialistischer Propaganda – antisemitisch, dieser sei „echt jüdisch“: „Er ist ein ganz abgefeimter Bursche“, ihm komme es „auf einen Schwindel mehr oder weniger“ nicht an. Denn der Jude sei die „Macht des Bösen, die sich hier in Menschengestalt gekleidet“ habe.
Soziologisches
Das „Tapfere Schneiderlein“ gehört zu den nicht seltenen Figuren, wie ein Schweinehirt, ein abgedankter Soldat oder einer, der auszog, das Fürchten zu lernen, immer also jemand „von weit weg“, der eine Königstochter erringt und den Vater beerbt („das halbe Reich“ bekommt oder dergleichen). Es geht hier um die Geschichte einer matrilinearen Erbfolge, in der die Krone über die Töchter vererbt wird und nicht an die Söhne geht, sondern an die Töchtergatten. Die Söhne müssen also ausziehen und ihr Glück anderswo suchen. Wandert die Geschichte in eine patrilineare Gesellschaft weiter, so brauchte man dort eine starke Erklärung, um diesen Erfolg zu verstehen. Beim „Tapferen Schneiderlein“ ist es die ausnehmende List und Dreistigkeit der Titelfigur.

## Rezeptionen und Parodien

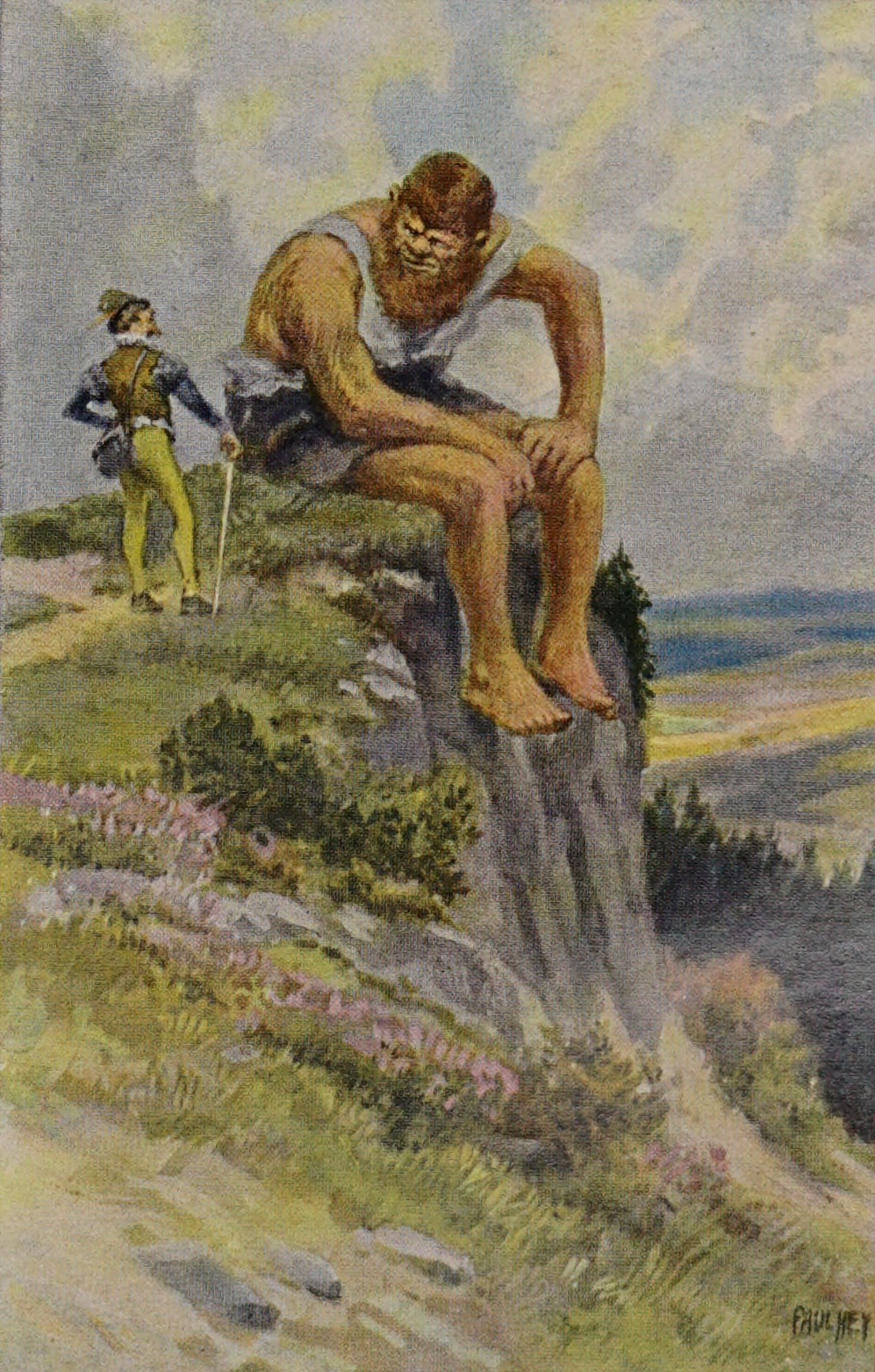
Illustration von Paul Hey, 1939

Clemens Brentano erzählt das Märchen in Die Mährchen vom Rhein 1810 bis 1812 als Mährchen vom Schneider Siebentodt auf einen Schlag mit langer Vorgeschichte und Gedichten. Das Ende ähnelt Grimms KHM 45 Daumerlings Wanderschaft.
Vom tapfern Schneiderlein in Ludwig Bechsteins Deutsches Märchenbuch, Nr. 1 hält sich genau an Montanus‘ Text, den er auch angibt. Die Sprache wurde angepasst und etwas ausgeschmückt. Der Tuchlappen kommt wie bei Grimm aus der „Hölle“, das ist der Resteabfall (auch in Bechsteins Die scharfe Schere). Bechstein spottet, den Rittern sei „Witz und Scharfsinn etwas kurz zugeschnitten“, dass ihnen nichts Besseres einfalle, als alle um Entlassung zu bitten. Es blieb, dass ein Riese den anderen fragt, „warum er ihn werfe“, bei Montanus: „warumb er in werffe“ (auch bei Grimm: „warum wirfst du mich?“). Ähnlich ist Das tapfere Bettelmännlein in Bechsteins Neues deutsches Märchenbuch. Der Dialog der Riesen ist ähnlich in Des Hundes Not und in Die hoffärtige Braut.
Ernst Heinrich Meiers Deutsche Volksmärchen aus Schwaben erzählen 1852, wie der Schneider dreimal bei den Riesen übernachtet, sie schließlich erschlägt. Die Grafentochter will ihn nicht, der Fortgang bleibt offen. Meier verortet den Text in Heubach, bemerkt aber auch die Ähnlichkeit mit Grimm und Kuhn.
In Janoschs Parodie wird der Schneider im Krieg eingesetzt, lässt sich immer bessere Waffen konstruieren, die er vom Sofa aus bedienen kann, und bekommt Tapferkeitsorden, bis er die ganze Welt zerstört. Günter Grass’ Roman Der Butt, mehr eine Parodie auf Vom Fischer und seiner Frau, spielt auch kurz auf Das tapfere Schneiderlein an: „… das Einhorn genarrt, daß es sich in die Buche, Ulme, den Ahorn, nein in die Eiche bohrte“, „… den Wildeber in den landeinwärts endlosen Hügelwäldern gespießt“.

## Theater
- Das tapfere Schneiderlein, Kindermärchenlustspiel in drei Bildern von Robert Bürkner
- Das tapfere Schneiderlein von Robert Bürkner, Neufassung von Rolf B. Wessels
- Das tapfere Schneiderlein, Märchenspiel von Gert Richter, 1977

## Musik
- L'Histoire du petit tailleur (Das tapfere Schneiderlein; nach dem Märchen der Brüder Grimm), komponiert von Tibor Harsanyi zu einem Marionettentheaterstück für Sprecher, 7 Instrumente und Schlagzeug (1939), als Suite 1950[21]
- Das tapfere Schneiderlein. Kleine Oper nach den Brüdern Grimm, Musik: Wolfgang Mitterer, Label: col legno (2007)
- Der Komponist und Autor Roland Zoss vertonte das tapfere Schneiderlein 2006 in Schweizer Mundart in der Märchenserie Liedermärli

## Film

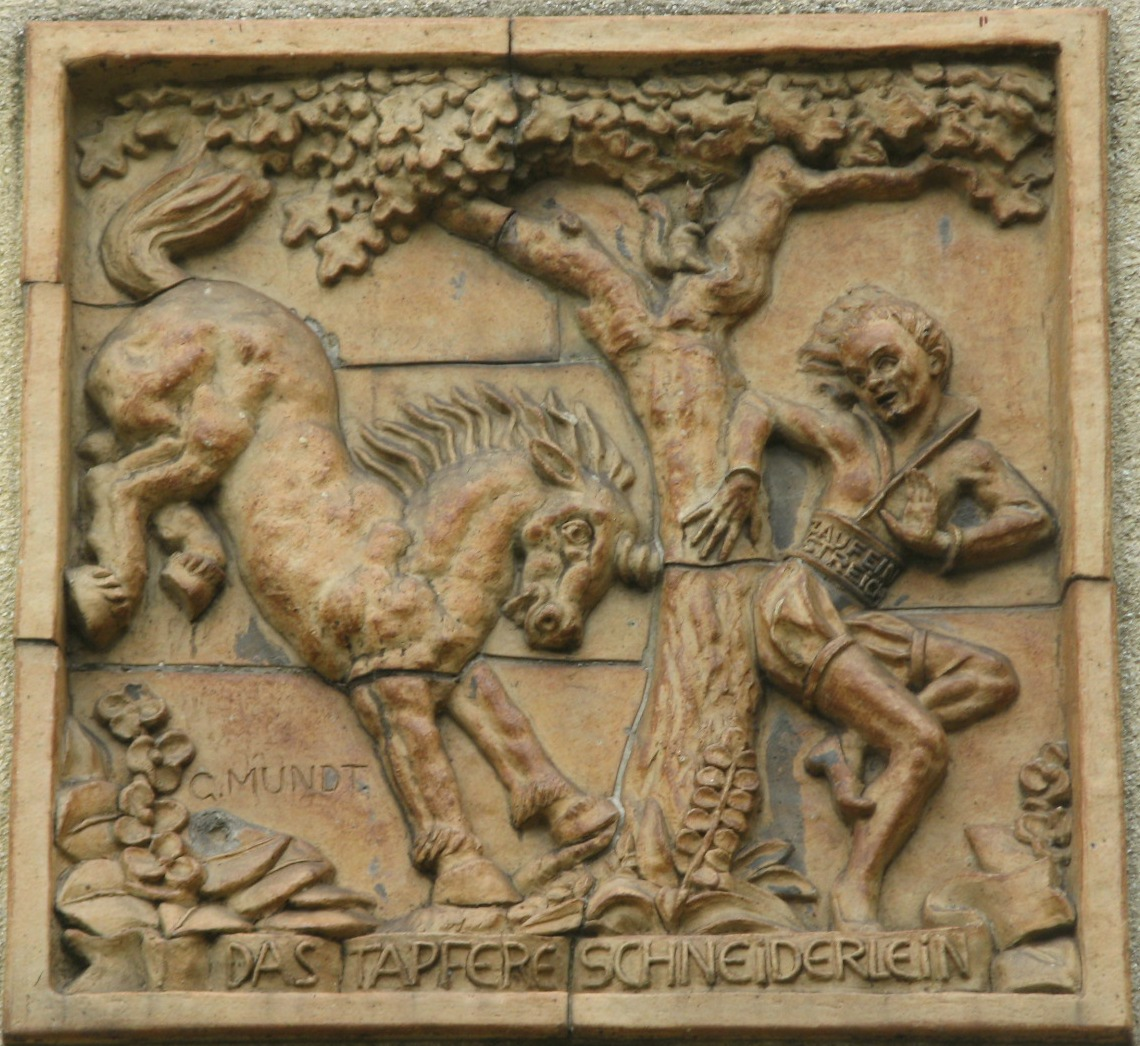
Terrakottarelief von G. Mundt, Wien

- 1938: Tapferes kleines Schneiderlein (Brave Little Tailor), animierter Kurzfilm, 9 min., USA, Regie: Bill Roberts
- 1941: Das tapfere Schneiderlein, Deutschland, Regie: Hubert Schonger, mit Hans Hessling
- 1956: Das tapfere Schneiderlein, DEFA-Studio für Spielfilme, DDR, Regie: Helmut Spieß, ca. 85 min.
- 1960: Das tapfere Schneiderlein, Märchenspiel, DDR, von Kurt Rabe (Übertragung aus dem Theater der Freundschaft)
- 1964: Das tapfere Schneiderlein, DEFA-Trickfilm, DDR, Regie: Kurt Weiler, ca. 31 min.
- 1973: Das tapfere Schneiderlein, Fernsehproduktion der Augsburger Puppenkiste, BR Deutschland
- 1981: Das tapfere Schneiderlein, DDR, Regie: Uwe Detlef Jessen
- 1987: Gurimu Meisaku Gekijō, japanische Zeichentrickserie, Folge 43: Das tapfere Schneiderlein
- 1989: Sieben auf einen Streich (Sedem jednou ranou), nach Motiven der Brüder Grimm, ČSSR, D, F, E, I
- 1999: SimsalaGrimm, deutsche Zeichentrickserie, Staffel 1, Folge 1: Das tapfere Schneiderlein
- 2008: Das tapfere Schneiderlein, Märchenfilm aus der 1. Staffel der ARD-Reihe Sechs auf einen Streich, Deutschland, Regie: Christian Theede